# 雪が降る街
「雪が降る街」（ゆきがふるまち）は、日本のJ-POPグループ「FUNKY MONKEY BABYS」のDVDシングルである。

## 概要
完全初回生産TSUTAYA限定販売。MVとジャケットには杉本彩が出演している。